# Joost van Halst
Joost van Halst (Kortgene, 24 augustus 1896 – 18 november 1993) was een Nederlands politicus van de CHU.
Hij werd geboren als zoon van Lambregt Willem van Halst (1861-1949; schoenmaker) en Johanna Heijstek (1863-1961). Hij was aanvankelijk schoenmaker maar ook actief in de plaatselijke politiek. In Wissekerke was hij gemeenteraadslid, hij werd in 1953 de derde wethouder en gaf vanaf toen als locoburgemeester leiding aan die gemeente. Van Halst werd daar in 1955 benoemd tot burgemeester. In september 1961 ging hij officieel met pensioen maar hij zou nog een half jaar aanblijven als waarnemend burgemeester. Hij overleed in 1993 op 97-jarige leeftijd.